# 보복조치
보복조치는 국제법상 국제예양을 위반한 국가에 대한 보복을 말한다. 프랑스어 법률용어로, 리토션(retorsion)이라고 한다.
다른 나라가 저지른 유사한 행위에 대한 보복으로 한 나라가 다른 나라에 저지르는 행위이다. 보복의 전형적인 예는 외국이 유사한 행위를 한 후 보복한 국가의 국경 내에서 발견된 외국 국민에 대해 비교적 가혹한 조치를 취하는 것이다.

## 같이 보기
- 보복
- 복구
- 대응조치
- 연성법